# Kabupaten Alor
Kabupaten Alor är ett kabupaten i Indonesien.   Det ligger i provinsen Nusa Tenggara Timur, i den sydöstra delen av landet, 2 000 km öster om huvudstaden Jakarta. Antalet invånare är 190 026. Kabupaten Alor ligger på ön Alor Island.